# ウィンナ・ワルツ

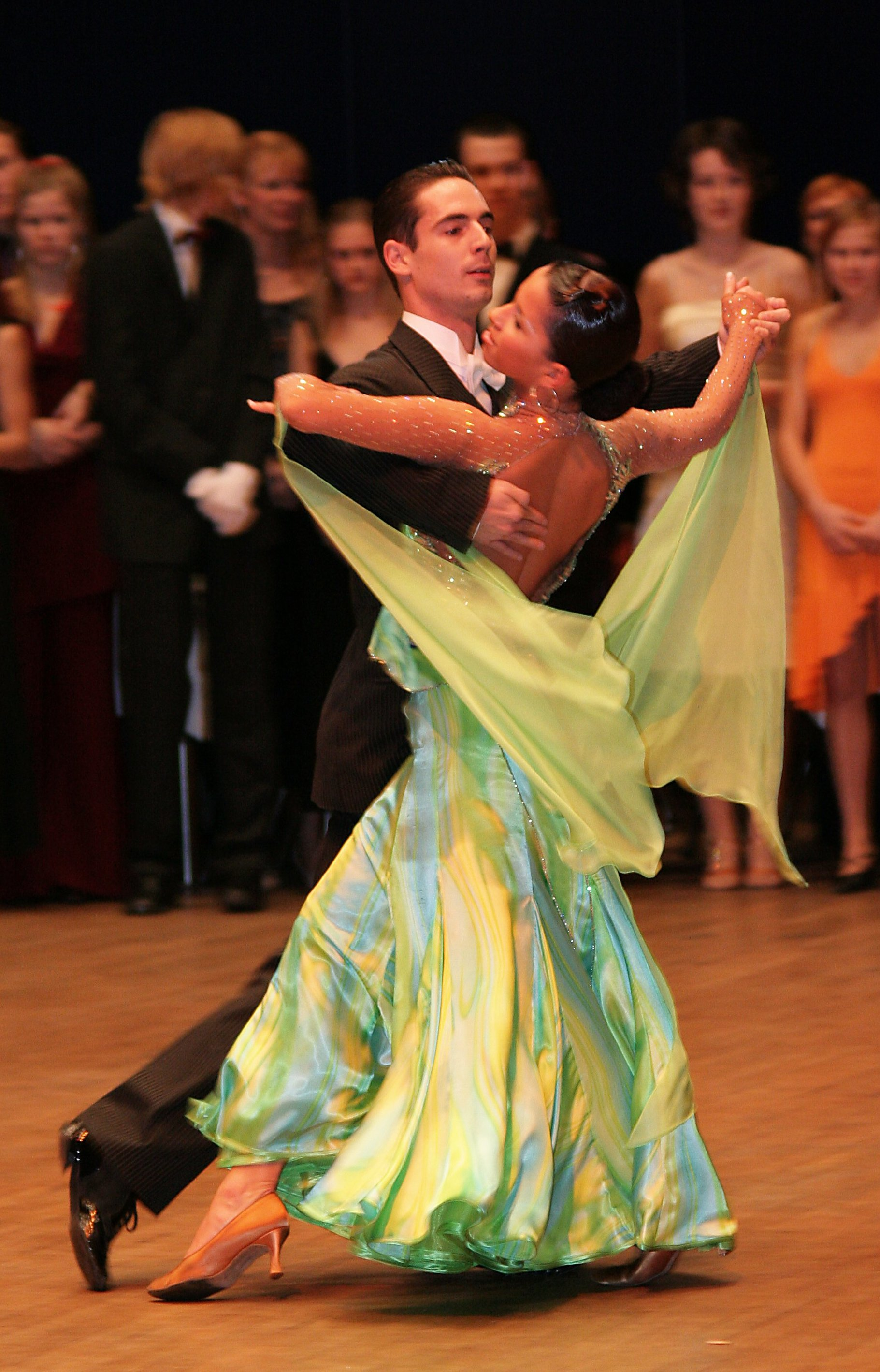
ウィンナ・ワルツ

ウィンナ・ワルツ (ドイツ語: Wiener Walzerヴィーナー・ヴァルツァー、英語: Viennese waltzヴィアニーズ・ウォールツ) は、19世紀のウィーンで流行し、ウィーン会議を通してヨーロッパ中に広まっていった3拍子のワルツ。
ウィンナ・ワルツにおける3拍子は、3拍が均等な長さを持たず、2拍目をやや早めにずらすように演奏され、独特の流動感を生んでいるが、これは当時の演奏習慣ではなく、20世紀中頃に成立した習慣であるとする見解もある。
ウィーン・フィルハーモニー管弦楽団によるニューイヤーコンサートは、シュトラウス家の作品を中心とするウィンナ・ワルツが演奏されることで有名である。

## 歴史

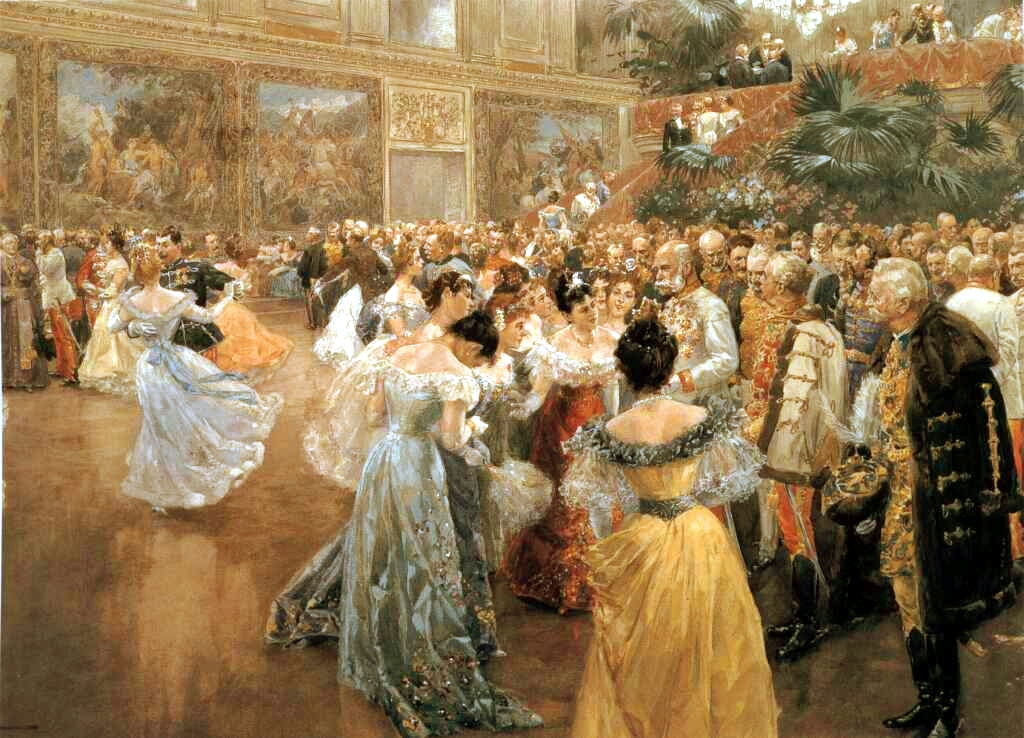
王宮における宮廷舞踏会の様子。中央の白鬚の男性はオーストリア皇帝フランツ・ヨーゼフ1世（1900年の絵画）

「ワルツの父」というあだ名で呼ばれるため、ヨハン・シュトラウス1世がウィンナ・ワルツの創始者であるように思われることもあるが、一般的にウィンナ・ワルツの創始者とされるのはヨーゼフ・ランナーである。
19世紀初頭、ウィーンにミヒャエル・パーマーという音楽家の率いる楽団があった。パーマーはワルツに初めて「トゥーシュ」と呼ばれる序奏とコーダ（結尾）を採り入れ、ワルツにウィーン独自の特徴をつけた。ランナーとシュトラウス1世はもともとパーマー楽団の団員であったため、パーマーのワルツこそがウィンナ・ワルツの源流といえる。ランナーはパーマーのワルツを基礎として、序奏のあとで5つの小ワルツを組み合わせて最後にコーダを置き、さらに魅力的な曲名をつけるスタイルを発明し、ウィンナ・ワルツの原型を作った。
パーマー楽団から独立したランナーとシュトラウス1世は、「ワルツ合戦」と呼ばれる熾烈な競争の中で、ウィンナ・ワルツを発展させていった。ランナーとシュトラウス1世のワルツは当時のウィーンで圧倒的な人気を誇り、ショパンにウィーンで『華麗なる大円舞曲』を出版することを断念させた。ランナーのファンにはシューベルトがいた。しかし、ウィンナ・ワルツの様式を完成させたのはシュトラウス1世の息子ヨハン・シュトラウス2世である。シュトラウス2世はウィンナ・ワルツの黄金時代を築き、ロシアのチャイコフスキーやフランスのワルトトイフェルなどにも多大な影響を与えた。シュトラウス2世を始めとするウィンナ・ワルツの作曲家たちは、ワルツと同様にポルカや行進曲などの作曲も手掛け、さらにウィンナ・オペレッタの分野にも進出し、重要な役割を果たした。
19世紀は「ワルツの世紀」とも呼ばれる。世紀初頭のウィーン会議によって世界的な流行が始まり、1899年のシュトラウス2世の死やワルトトイフェルの引退などによって、世紀末に一区切りを迎えたからである。しかし、ウィンナ・ワルツの系譜上にあるウィンナ・オペレッタは、フランツ・レハールやエメリッヒ・カールマンなどが現れたことにより、20世紀初頭に「銀の時代」と呼ばれる第二の黄金時代を迎えた。ウィンナ・オペレッタ最末期の作曲家であるロベルト・シュトルツは、ウィンナ・ワルツの伝統の最後の保持者として指揮棒を振り、膨大な録音を残している。

## 音楽
音楽としてのウインナワルツは、中心作曲家のヨハン・シュトラウス2世が音楽史上でも稀に見るメロディメーカーであったように、何といっても美しいメロディを豊富に披瀝する音楽であり、その一方ではリズムや構成形式がある程度固定されているのはもちろん、和声やオーケストレーションという点でも独創性の余地は多くない。その点ではポピュラー音楽と共通する要素を備えており、幅広い人気を獲得しやすい一方で、クラシック音楽として論ずる上で不満を唱える専門家も少なくない。日本の評論家では、代表曲とされる「美しく青きドナウ」の和声の単純さを吉田秀和や宇野功芳が同様に批判しており、鈴木淳史のように単なるウィーンの観光名物にすぎないと断ずる者もいる。ドナルド・キーンなどははっきり嫌悪感すら表明していた。指揮者でも、近年はウィーンフィルのニューイヤーコンサートが輪番制となったため、お付き合いでこれに出演する有名指揮者が多数派となったが、これを除けば、そもそも大物指揮者が取り上げるべき種類の音楽ではないとする風潮すらあった。
ただ一方では、意識的にウィンナワルツをレパートリーに据える大指揮者の系譜として、クレメンス・クラウス、ブルーノ・ワルター、ヘルベルト・フォン・カラヤン、オトマール・スウィトナー、ニコラウス・アーノンクール、カルロス・クライバーらがいた。彼らはそれぞれのやり方で美の世界を掘り下げ、ウィンナワルツが一面に限界を持ちながらも他面で深い可能性を持つこと、同時代リヒャルト・ワーグナーやヨハネス・ブラームスらの強い支持を受けた魅力の源泉を伝え続けている。

## 主な作曲家

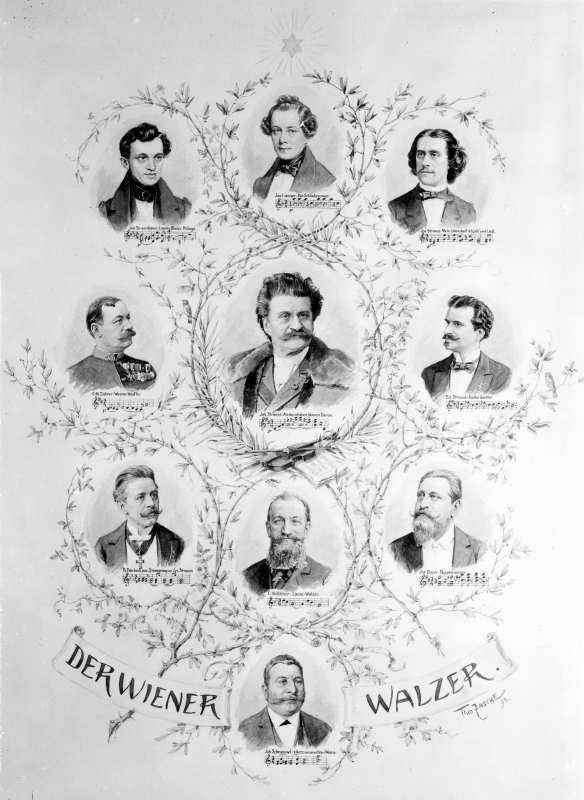
《ウィンナ・ワルツの作曲家たち》
上から1段目：ヨハン・シュトラウス1世、ヨーゼフ・ランナー、ヨーゼフ・シュトラウス
2段目：カール・ミヒャエル・ツィーラー、ヨハン・シュトラウス2世、エドゥアルト・シュトラウス1世
3段目：フィリップ・ファールバッハ1世、カール・ミレッカー、ヨーゼフ・バイヤー
4段目：ヨハン・シュランメル

- ヨーゼフ・ランナー（1801年 - 1843年）
- ヨハン・シュトラウス1世（1804年 - 1849年）
- ハンス・クリスチャン・ロンビ（1810年 – 1874年）
- ヨーゼフ・グングル（1810年 - 1889年）
- フィリップ・ファールバッハ1世（1815年 - 1885年）
- ベンヤミン・ビルゼ（1816年 - 1902年）
- カレル・コムザーク1世（ドイツ語版）（1823年 - 1893年）
- ヨハン・シュトラウス2世（1825年 - 1899年）
- ヨーゼフ・シュトラウス（1827年 - 1870年）
- エドゥアルト・シュトラウス1世（1835年 - 1916年）
- アルフォンス・ツィブルカ（1842年 - 1894年）
- カール・ミヒャエル・ツィーラー（1843年 - 1922年）
- フィリップ・ファールバッハ2世（1843年 - 1894年）
- カレル・コムザーク2世（1850年 - 1905年）
- フランツ・レハール（1870年 - 1948年）
- ユリウス・フチーク（1872年 - 1916年）
- ジークフリート・トランスラトイル（1875年 - 1944年）
- カレル・コムザーク3世（ドイツ語版）（1878年 - 1924年）
- ロベルト・シュトルツ（1880年 - 1975年）

## 主な指揮者
ウィンナ・ワルツを得意とした指揮者を列挙する。また、上記の作曲家もほぼ全員が指揮者としても活動していた。
- ヨハン・シュトラウス3世（1866年 - 1939年）
- エーリヒ・クライバー（1890年 - 1956年）
- クレメンス・クラウス（1893年 - 1954年）
- ヴィリー・ボスコフスキー（1909年 - 1991年）
- エドゥアルト・シュトラウス2世（1910年 - 1969年）
- クルト・ヴェス（1914年 - 1987年）
- カルロス・クライバー（1930年 - 2004年）
- アンドレ・リュウ（1949年 - ）
- ヨハネス・ヴィルトナー（1956年 - ）

## 主な作品
（曲名，作品番号，作曲者，作曲年または初演年）
- 宮廷舞踏会,作品161（ヨーゼフ・ランナー，1840年以前）
- ロマンティックな人びと,作品167（ヨーゼフ・ランナー、1840年）
- シェーンブルンの人びと,作品200（ヨーゼフ・ランナー，1842年）
- ローレライ＝ラインの調べ,作品154（ヨハン・シュトラウス1世,1844年以前）
- 愛の歌,作品114（ヨハン・シュトラウス2世,1852年）
- 大海原の夢,作品80（ヨーゼフ・グングル、1855年頃）
- 加速度円舞曲,作品234（ヨハン・シュトラウス2世,1860年）
- 朝の新聞,作品279（ヨハン・シュトラウス2世、1864年）
- オーストリアの村つばめ,作品164（ヨーゼフ・シュトラウス、1864年）
- ディナミーデン,作品173（ヨーゼフ・シュトラウス,1865年）
- トランスアクツィオン,作品184（ヨーゼフ・シュトラウス,1865年）
- ウィーンのボンボン,作品307（ヨハン・シュトラウス2世、1866年）
- 美しく青きドナウ,作品314（ヨハン・シュトラウス2世、1867年）
- 芸術家の生活,作品316（ヨハン・シュトラウス2世、1867年）
- ウィーンの森の物語,作品325（ヨハン・シュトラウス2世、1867年）
- うわごと,作品212（ヨーゼフ・シュトラウス,1867年）
- 天体の音楽,作品235（ヨーゼフ・シュトラウス、1868年）
- 忘れじのライン,作品83（ケーレル・ベーラ、1868年）
- 酒、女、歌,作品333（ヨハン・シュトラウス2世、1869年）
- 水彩画,作品258（ヨーゼフ・シュトラウス、1869年）
- わが人生は愛と喜び,作品263（ヨーゼフ・シュトラウス、1869年）
- 人生を楽しめ,作品340（ヨハン・シュトラウス2世、1870年）
- 金星の軌道,作品279（ヨーゼフ・シュトラウス,1870年）
- 千夜一夜物語,作品346（ヨハン・シュトラウス2世、1871年）
- ウィーン気質,作品354(ヨハン・シュトラウス2世、1873年)
- わが家で,作品361（ヨハン・シュトラウス2世,1873年）
- レモンの花咲くところ,作品364（ヨハン・シュトラウス2世、1874年）
- 仲良しのワルツ,作品367（ヨハン・シュトラウス2世,1877年以前）
- カリオストロ・ワルツ,作品370（ヨハン・シュトラウス2世,1877年以前）
- 蛍,作品161（エドゥアルト・シュトラウス1世,1877年頃）
- おお、美しい5月よ!,作品375（ヨハン・シュトラウス2世、1877年）
- 南国のバラ,作品388（ヨハン・シュトラウス2世、1880年）
- 北海の絵,作品390（ヨハン・シュトラウス2世、1879年）
- ファントム,作品160（カレル・コムツァーク2世,1871年 - 1881年）
- 春の声,作品410（ヨハン・シュトラウス2世、1883年）
- 熱中する人々（フィリップ・ファールバッハ1世，1885年以前）
- 入江のワルツ,作品411（ヨハン・シュトラウス2世,1885年以前）
- 宝のワルツ,作品418（ヨハン・シュトラウス2世,1885年）
- 謝肉祭の子供,作品382（カール・ミヒャエル・ツィーラー,1887年以前）
- ウィーン娘,作品388（カール・ミヒャエル・ツィーラー、1887年）
- ドナウの乙女（イタリア語版）,作品427（ヨハン・シュトラウス2世,1889年以前）
- 皇帝円舞曲,作品437（ヨハン・シュトラウス2世、1889年）
- ウィーン市民,作品419（カール・ミヒャエル・ツィーラー、1890年）
- 小さなワルツ,作品173（カレル・コムツァーク2世,1890年）
- 波濤を越えて,番号なし（ユヴェンティーノ・ローザス、1891年）
- モルダウの小波,番号なし（カレル・コムツァーク1世,1893年以前）
- 新生活,作品210（カレル・コムツァーク2世,1893年）
- ウィーンの森のツノメドリ,作品61（フィリップ・ファールバッハ1世，1894年以前）
- ヨーゼフ・シュトラウスの想い出,作品53（フィリップ・ファールバッハ2世，1870年～1894年）
- ウィーンの情景（フィリップ・ファールバッハ2世，1894年以前）
- 楽しきウィーンのプラター（ドイツ語版）,作品12（ジークフリート・トランスラトイル,1892年）
- もろびと手をとり,作品443（ヨハン・シュトラウス2世,1892年）
- バーデン娘,作品257（カレル・コムツァーク2世,1898年）
- オペラ舞踏会（リヒャルト・ホイベルガー、1898年）
- 金と銀（フランツ・レハール、1899年）
- ウンター・デン・リンデン,作品30（ヨハン・シュトラウス3世、1900年）
- 君を思いて,番号なし（カレル・コムツァーク2世,1901年）
- ビロードとシルク（カール・ミヒャエル・ツィーラー、1902年）
- ブロンド娘,番号なし（カレル・コムツァーク2世,1903年）
- ワルシャワ娘,番号なし（カレル・コムツァーク2世,1903年）
- ヘラインシュパツィールト,作品518（カール・ミヒャエル・ツィーラー、1904年）
- 五月の魔術,番号なし（カレル・コムツァーク2世,1904年）
- メリー・ウィドウのワルツ,番号なし（フランツ・レハール,1905年）
- ルクセンブルクのワルツ,番号なし（フランツ・レハール,1909年）
- ジプシーの恋のワルツ,番号なし（フランツ・レハール,1910年）
- エーファのワルツ,番号なし（フランツ・レハール,1911年）
- ひばりの鳴く所のワルツ,番号なし（フランツ・レハール,1918年）
- ジュディッタのワルツ,番号なし（フランツ・レハール,1934年）